# Bodewin Keitel
Bodewin Claus Eduard Keitel (25 de diciembre de 1888 - 29 de julio de 1953) fue un militar alemán durante la Segunda Guerra Mundial que se desempeñó como jefe de la Oficina de Personal del Ejército.

## Biografía
Bodewin Keitel nació el 25 de diciembre de 1888 en Helmscherode, hijo de un terrateniente,nació en una familia Católica. Era el hermano del mariscal de campo Wilhelm Keitel, más tarde jefe del Alto Mando de la Wehrmacht. Bodewin se unió al Ejército alemán en 1909 y sirvió durante la Primera Guerra Mundial. Después del final de la Primera Guerra Mundial, fue retenido en la Reichswehr, llegando finalmente al rango de coronel. En 1937, fue nombrado Jefe del Departamento de Entrenamiento ("T4") y fue agregado al Estado Mayor del Ejército. 
El 28 de febrero de 1938, fue ascendido a general y nombrado jefe de la Oficina de Personal del Ejército. Ocupó este cargo hasta el 1 de octubre de 1942. 

### Segunda Guerra Mundial
El 1 de abril de 1940, Keitel recibió su ascenso a teniente general y un año después a general de infantería. En el período comprendido entre el 1 de octubre de 1942 y el 28 de febrero de 1943, se le concedió permiso para "restaurar la salud". Su sucesor en la Oficina de Personal del Ejército fue Rudolf Schmundt. El 1 de marzo de 1943, Keitel fue nombrado comandante general de la Subcomandancia General XX del Cuerpo del Ejército y comandante del distrito militar XX en Danzig. 
El oficial de enlace en el distrito militar XX en ese momento era el teniente coronel Hasso von Boehmer, quien por su amigo Henning von Tresckow por su resistencia a Adolf Hitler, reclutó a los hermanos Stauffenberg para llevar a cabo el asesinato de Hitler. El día del intento de asesinato de Adolf Hitler (20 de julio de 1944) Keitel estaba en una gira de inspección en su área de mando. Como primer oficial general del personal, Keitel llevó a Boehmer desde el Berlín Bendlerblock y un telegrama a Keitel de los conspiradores y provocó los primeros pasos. Luego, Keitel escuchó por la radio que el ataque había fallado y regresó de inmediato a Danzig. Confirmó mediante una llamada telefónica a su hermano Wilhelm Keitel que Hitler estaba vivo. Boehmer fue llevado ante el Tribunal del Pueblo y ejecutado en 1945. 
El 1 de diciembre de 1944, Bodewin Keitel fue trasladado a la Führerreserve del Alto Mando del Ejército (OKH). El 3 de mayo de 1945 se convirtió en un prisionero de guerra de los Estados Unidos, puesto en libertad el 17 de abril de 1947.

## Rangos
- Fahnenjunker (23 de febrero de 1909)
- Leutnant (22 de agosto de 1910)
- Oberleutnant (25 de febrero de 1915)
- Hauptmann (18 de diciembre de 1917)
- Major (1 de febrero de 1928)
- Oberstleutnant (1 de octubre de 1932)
- Oberst (1 de octubre de 1934)
- Generalmajor (28 de febrero de 1938)
- Generalleutnant (1 de abril de 1940)
- General der Infanterie (1 de octubre de 1941)

## Condecoraciones
- Cruz Alemana en plata (2 de octubre de 1942 como Generalleutnant en el OKH/Jefe de HPA)[1]